# Čermná (district de Domažlice)
Pour les articles homonymes, voir Čermná.
Čermná (en allemand : Tschirm) est une commune du district de Domažlice, dans la région de Plzeň, en République tchèque. Sa population s'élevait à 259 habitants en 2021.

## Géographie
Čermná se trouve à 5 km au sud-est du centre de Staňkov, à 17 km au nord-est de Domažlice, à 30 km au sud-ouest de Plzeň et à 113 km à l'ouest-sud-ouest de Prague.
La commune est limitée par Staňkov au nord, par Buková à l'est, par Poděvousy au sud-est, par Hlohovčice au sud-ouest, et par Hlohová à l'ouest.

## Histoire
La première mention écrite de la localité date de 1233.

## Transports
Par la route, Čermná se trouve à 5 km de Staňkov, à 22 km de Domažlice, à 39 km de Plzeň et à 128 km de Prague.